# Tapejara
Tapejara (z indiánského jazyka Tupi - "stará bytost") byl rod velkého pterodaktyloidního ptakoještěra s výrazným lebečním hřebenem, který žil v období spodní křídy na území dnešní Brazílie (souvrství Santana) a patrně také souvrství Crato. Formálně byl tento taxon popsán roku 1989.

## Popis
Tento rod patřil k poměrně velkým pterosaurům, rozpětí jeho křídel mohlo přesáhnout i 6 metrů. Dnes rozeznáváme dva platné druhy tohoto rodu, T. wellnhoferi a T. navigans (nejistý). Druhý jmenovaný druh se objevil také v dokumentu Putování s dinosaury z roku 1999, přestože byl formálně popsán až v roce 2003. Jednalo se o typického zástupce čeledi Tapejaridae, jíž dal tento rod i své jméno.